# Découplage mitochondrial
Les mitochondries sont l'organite cellulaire dans lequel l'oxydation de substrats tels que le pyruvate ou les acides gras est couplée à la synthèse d'ATP. En effet, l'oxydation des différents substrats permet l'expulsion de protons hors de la matrice mitochondriale et ce, par l'intermédiaire de la chaîne respiratoire. Cette expulsion de charges positives dans l'espace intermembranaire de la mitochondrie crée une différence de potentiel de part et d'autre de la membrane mitochondriale interne. De plus, l'expulsion de protons crée également une différence de concentration de protons de part et d'autre de la membrane mitochondriale interne. La différence de potentiel combinée à la différence de concentration en protons constitue le gradient électrochimique.
Ce gradient électrochimique sert de moteur à la réinternalisation des protons par la mitochondrie. Ceux-ci vont être "poussés" à rejoindre la matrice mitochondriale par l'intermédiaire des ATP synthétases qui transforment l'énergie potentielle de ces protons en énergie « chimique » : l'ATP. On parle alors de couplage de l'oxydation des substrats à la production d'ATP.
Il est important de noter qu'une partie non négligeable des protons, accumulés au niveau de l'espace intermembranaire, rejoint la matrice mitochondriale sans participer à la synthèse d'ATP. Dans ce cas, l'énergie potentielle de ces protons n'est pas transformée en énergie chimique mais en chaleur et l'on parle de découplage de l'oxydation des substrats de la synthèse d'ATP ou découplage mitochondrial.

## Importance biologique
Ce processus apparemment dépourvu de sens (car l'énergie stockée est perdue sous forme de chaleur) peut jouer des rôles importants au niveau biologique. Le rôle important de ce processus dans le métabolisme énergétique amène certains scientifiques à le considérer comme une cible potentielle de traitement contre l'obésité.

### Thermogenèse basale
Il contribue à la thermogenèse basale chez les mammifères. On considère en effet qu'à peu près 20 % du taux métabolique standard (Standard Metabolic Rate, SMR) est « investi » dans ce processus.

### Synthèse d'ATP
Il permettrait de réguler la synthèse d'ATP. En effet, le découplage mitochondrial peut être régulé à la hausse ou à la baisse et participerait ainsi à rencontrer l'homéostasie métabolique.

### Dommages oxydatifs
Il pourrait jouer un rôle dans la protection des mitochondries contre les dommages oxydatifs.

## Découplage mitochondrial induit
Au-delà du processus constitutif, basal qui semble dépendre principalement de la protéine ANT (Adenosine Nucleotide Translocase), on rencontre également un découplage mitochondrial induit.
Dans certains types cellulaires tels que les adipocytes bruns, le découplage mitochondrial est augmenté (peut atteindre 70 % du SMR) et ce, par l'intermédiaire de protéines de découplages comme la protéine UCP1 (UnCoupling Protein 1). L'exposition au froid active l'expression de cette protéine qui permet la génération de chaleur par l'intermédiaire du découplage mitochondrial, un processus nommé thermogenèse adaptative.
Récemment, il a été montré que des protéines proches d'UCP1 d'un point de vue de leur séquence (d'ailleurs appelées UCP2 et UCP3) pourraient également induire un découplage mitochondrial lorsqu'elles sont activées. Elles joueraient un rôle dans la défense contre les dommages oxydatifs ou dans l'orientation du métabolisme d'une oxydation du pyruvate vers une oxydation des acides gras.